# Бармак, Александр Александрович
Алекса́ндр Алекса́ндрович Барма́к (род. 1 октября 1948, Москва) — советский и российский театральный режиссёр и педагог, писатель, профессор ГИТИСа, кандидат искусствоведения, заслуженный деятель искусств РФ, лауреат премии СТД РФ им. Б. Покровского «За успешное воспитание актерской смены».

## Биография
Александр Бармак родился и вырос в Москве. В 1971 году окончил МГИК, где учился у народного артиста РФ Г. А. Георгиевского. В 1974 году поступил в аспирантуру кафедры режиссуры драмы ГИТИСа, где его наставницей стала Мария Кнебель. В годы учёбы Бармак был ассистентом Кнебель в её режиссёрской мастерской, после окончания аспирантуры получил приглашение работать на кафедре, и с тех пор его жизнь связана с ГИТИСом.
Как режиссёр Бармак ставил спектакли в театрах Москвы и других городов России, а также Беларуси. Работал на радио, где среди прочего поставил спектакли: «Тебе певцу, тебе герою» (по собственной пьесе), «Джузеппе Верди» (по собственной пьесе), «Процесс о тени осла» Ф. Дюрренмата, «Хлопотун» А. Писарева. В спектаклях были заняты такие мастера советского театра как М. Ульянов, М. Царёв, Г. Менглет, Б. Клюев, А. Кузнецов, Г. Абрикосов, Л. Дуров, А. Ширвиндт, В. Канделаки и другие. «, но главным его призванием стала педагогика, а любимым театром — учебный театр ГИТИСа. На факультете музыкального театра на кафедре режиссуры и мастерства актера долгие годы работал вместе с выдающимся оперным режиссёром Г.П. Ансимовым, которого считает своим учителем в музыкальном театре.  В настоящее время Бармак является профессором кафедры режиссуры и мастерства актёра музыкального театра в ГИТИСе, с 1993 года — художественный руководитель мастерской на факультете музыкального театра.
Александр Бармак является автором многочисленных статей, а также монографий, посвящённых теории и истории театра, актёрскому мастерству и режиссуре.

## Сочинения
- «Художественная атмосфера спектакля» (1989)
- «Ольга Яковлева» (1986)
- «Художественная атмосфера. Этюды» (2004)
- «Достоевский Today» (2009)
- «О методологии и школе.  Станиславский и другие» (2023)
- «Семь шагов к театру» (2023)
- «Поэма о топоре. Алексей Попов — человек на все времена» (2018)
- «Сестры и сад» (2020)
- «Pro testamentum. О методологии искусства актёра и режиссёра»[1]